# Asperula tephrocarpa
Asperula tephrocarpa är en måreväxtart som beskrevs av Vasilij Matvejevitj Tjernjajev, Mikhail Grigoríevič Popov och Vladimir Gennadievich Chrshanovski. Asperula tephrocarpa ingår i släktet färgmåror, och familjen måreväxter. Inga underarter finns listade i Catalogue of Life.